# История Корана
История Корана представляет собой процесс происхождения и формирования текста Корана, священного писания ислама. Имеются сведения, что при получении священных аятов (стихов — единиц откровения) Мухаммад призывал своих помощников и указывал им, какой аят в какое место какой суры надо вписать. После этого он читал аяты своим сподвижникам, многие из которых начинали их заучивать. Таким образом, аяты Корана сохранялись и записью, и заучиванием на память. Ввиду того, что новые аяты Корана ниспосылались на протяжении всей жизни Мухаммада, Коран был собран в единую книгу уже после его смерти. После смерти Мухаммада первый халиф Абу Бакр призвал лучших знатоков Корана и дал поручение Зейду ибн Сабиту (который в последние годы состоял личным писцом у пророка Мухаммада) создать комиссию по составлению воедино всех записей. Комиссией состоящей из знатоков Корана, были собраны все разрозненные записи, сделанные на костях, камнях, коже, пальмовых листьях, словом, на всем, что использовалось тогда для письма. Все это, заново просмотренное многими сподвижниками и записанное на отдельных листах, составило первый экземпляр Корана. Уже позже, по приказу третьего халифа Усмана ибн Аффана, собранное воедино при Абу Бакре писание Корана было размножено и в шести экземплярах разослано в разные области халифата.

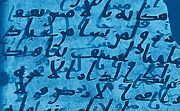
Страница из рукописи Саны. «Подтексты», выявленные с помощью ультрафиолетового излучения, сильно отличаются от современного стандартного издания Корана. Немецкий исследователь коранической палеографии Герд Р. Пуин утверждает, что эти текстовые варианты указывают на развивающийся текст. Подобное мнение было выражено британским историком ближневосточных исследований Лоуренсом Конрадом в отношении ранних биографий Мухаммеда; по его словам, исламские взгляды на дату рождения Мухаммеда до 8 века н. э. различались на протяжении 85 лет.

## Хронология

### Хронологический порядок сур
- Мекканские суры: 96, 74, 111, 106, 108, 104, 107, 102, 105, 92, 90, 94, 93, 97, 86, 91, 80, 68, 87, 95, 103, 85, 73, 101, 99, 82, 81, 53, 84, 100, 79, 77, 78, 88, 89, 75, 83, 69, 51, 52, 56, 70, 55, 112, 109, 113, 114, 1, 54, 37, 71, 76, 44, 50, 20, 26, 15, 19, 38, 36, 43, 72, 67, 23, 21, 25, 17, 27, 18, 32, 41, 45, 16, 30, 11, 14, 12, 40, 28, 39, 29, 31, 42, 10, 34, 35, 7, 46, 6, 13.
- Мединские суры (622—631): 2, 98, 64, 62, 8, 47, 3, 61, 57, 4, 65, 59, 33, 63, 24, 58, 22, 48, 66, 60, 110, 49, 9, 5.
- Мекканские суры (всего 90 сур)

96 — 68 (нет у Ибн ад-Дурейса) — 73 — 74 — 1 (есть только у аль-Джабари) — 111 — 81 — 87 — 92 — 89 — 93 — 94 — 103—100 — 108—102 — 107—109 — 105—113 — 114—112 — 53 (нет у аль-Бейхаки) — 80 — 97 — 91 — 85 — 95 — 106—101 — 75 — 104 — 77 — 50 — 90 — 86 — 54 — 38 — 7 (нет у аль-Бейхаки) — 72 — 36 — 25 — 35 — 19 (нет у аль-Бейхаки) — 20 — 56 — 26 — 27 — 28 — 17 — 10 — 11 — 12 — 15 — 6 — 37 — 31 — 34 — 39 — суры 40 — 46 (в разном порядке, и у аль-Джабари сура 42 отскочила из состава хавамим не на своё место) — 51 — 88 — 18 — 16 (у аль-Джабари — дальше) — 71 — 14 — 21 — 23 — 32 — 52 — (у аль-Джабари порядок этих трех сур изменён) — 67 — 69 — 70 (нет у Ибн ад-Дурейса) — 78 — 79 — 82 — 84 (у аль-Бейхаки порядок этих двух сур изменён) — 30 — 29 — 83 (у аль-Бейхаки она открывает группу мединских сур).
- Мединские суры (всего 24 сур)

2 — 8 — 3 — 33 — 5 (либо здесь, либо на предпоследнем месте перед сурой 9) — 60 — 4 — 99 — 57 — 47 — 13 — 55 — 76 — 65 — 98 — 59 — 110 — 24 — 22 — 63 — 58 — 58 — 49 — 66 — 62 — 64 — 61 (порядок этих трех сур неодинаков у разных авторов) — 48 — 5 (либо здесь, либо выше, после суры 33) — 9. См. Ас-Суюти, «Совершенство в коранических науках. Учение о ниспослании Корана», стр. 21-23 из Часть-V Коранические науки — Разделение Корана на суры и аяты. «На пути к Корану». Эльмира Кулиева.

### Хронология составления Корана
- 610 — первое откровение Корана пророку Мухаммаду в Ночь предопределения. Сура 96 «Сгусток», 1 аят: «Читай во имя твоего Господа, Который сотворил все сущее…»

последний ниспосланный фрагмент Мухаммаду (сура 2 «Корова», аят 281)
- 613 — сура 74 «Завернувшийся»[5]
- 631 — откровение последних сур Корана 9 и 5.
- 651 — современная кодификация Корана Зейдом — секретарём пророка. Коран разделен на 114 сур. Порядок сур не хронологический, и не по величине (как ошибочно полагают многие).
- 656 — окончательная кодификация Корана Зейдом.

## Первоначальный вид Корана
Также имеются сведения, что Мухаммад распоряжался, чтобы откровения, ниспосланные ему, сразу же были записаны. Для этого у него было около 40 писарей. Даже в критические минуты своей жизни, во время переселения из Мекки в Медину или во время военных походов, он никогда не забывал брать с собой писаря и писарские принадлежности. Зейд ибн Сабит говорил, что после того как секретарь записывал откровение, Мухаммад приказывал ему ещё раз прочитать его. Если при этом он замечал ошибки писаря, то сразу их исправлял и только после этого распоряжался довести откровения до народа.
Кроме того, говорят, что Мухаммад настаивал, чтобы откровения были выучены сподвижниками наизусть. Он говорил, что знание аятов Корана наизусть будет вознаграждено Аллахом, и это было дополнительным стимулом для народа, который стремился выучить аяты и получить Божью благодать.
Принято считать, что Мухаммад ввёл третий элемент на пути сохранения Корана — систему контроля. Запись систематически проверялась устным произношением, и наоборот, устное произношение проверялось записью, наглядным примером чего был процесс Арда (повторения) в месяце рамадан. Говорят, что у Мухаммада были специальные учителя Корана, которые шли к людям, обучали их и в то же время контролировали правильность записи и звучания Писания.
Откровения, полученные Мухаммадом, записывались на финиковых листьях, кусках плоского камня, кожи и т. д., так как бумаги в то время ещё не было. Эти записи делались по мере ниспослания аятов Аллаха, которое иногда было смешанным, то есть не успевали окончиться аяты одной суры, как начинали поступать аяты следующих сур. Считается, что только по завершении ниспослания Мухаммад объявлял, в какую суру и где именно должны быть записаны эти аяты. К тому же были откровения, которые не должны были войти в Коран, они носили лишь временный характер и были затем отменены. Поэтому записи носили фрагментарный характер, в них отсутствовала системность, присущая современным целостным изданиям Корана. Для того чтобы от фрагментарности перейти к системности, пророк ввел понятие талиф уль-Кур’ан. В хадисах пророка этот термин встречается, и в Сахих аль-Бухари так назван целый раздел книги.

## Редакция Усмана
Слово талиф переводится как «составление». Именно в таком значении оно употребляется в Коране, а точнее означает последовательное расположение аятов (стихов) в сурах. Запрещается читать аяты Корана в иной последовательности, помимо той, которая была указана пророком. Такой запрет на чтение в иной, не указанной Пророком последовательности был вызван тем, что некоторые поэты и рассказчики часто читали различные произведения в произвольной последовательности, и они хотели перенести такое правило и на Коран.
В то же время порядок сур (глав) не является тавкифом. Считается, что этот порядок существует в Коране на основании иджтихада; он был предложен комиссией по размножению экземпляров Корана после смерти Усмана. Таким образом, в намазе, при обучении и т. д. разрешается читать Коран в любой последовательности сур. В списке Корана, предложенном Убайем ибн Каабом, суры располагаются одним образом, в списке Усмана и других списках — другим. Поэтому общепризнанно, что порядок сур можно определять иджтихадом (собственными исследованиями богословов).
Зейд ибн Сабит согласился собрать полный список Корана. В организации этого дела ему помог Умар ибн Хаттаб. Абу Бакр поставил Зейду условие не полагаться на свою память и иметь два письменных доказательства точности каждого аята, который он отберет в окончательный список. О начале работы над собранием Корана Абу Бакр объявил по всей Медине и потребовал, чтобы горожане, имевшие письменные фрагменты Корана, принесли их в мечеть и сдали Зейду. Контролировал поступление фрагментов Умар, который в точности знал, какие из этих фрагментов были проверены пророком, а какие — нет.
Ученые называют два принесенных фрагмента Корана письменным свидетельством. Два свидетельства сравниваются с третьим элементом. Третьим элементом, или «оригиналом», являлись данные Зейда ибн Сабита, так как он был одним из лучших знатоков Корана и знал его наизусть. Принесенные фрагменты он сопоставлял со своими знаниями и ряд фрагментов отверг как содержавшие ошибки передатчиков.
История Корана не сводится только к собиранию его Зейдом ибн Сабитом в единую книгу — многие мусульмане знали его от начала до конца наизусть, а ещё большее количество — частично. Они постоянно читали Коран в намазе и молитвах (дуа).
Согласно заключению Ибн Хаджара аль-Аскаляни, среди мухаджиров знатоками Корана наизусть (хафизами) были Абу Бакр, Умар ибн аль-Хаттаб, Али ибн Абу Талиб, Тальха ибн Убайдуллах, Саад ибн Абу Ваккас, Абдулла ибн Масуд, Хузайфа ибн аль-Яман, Салим, Абу Хурайра, ‘Абдуллах ибн Саиб, ‘Абадила. Среди женщин знатоками Корана были ‘Аиша и Умм Салама. К этому списку Абу Дауд прибавил мухаджиров Тамима ибн Ауса ад-Дари, Укбу ибн Амира; ансаров Убабу ибн ас-Самита, Му‘аза Абу Хулайму, Муджамми ибн Джарию, Фудалу ибн Убайда, Масламу ибн Махледи и других.
Как видно из сказанного, нельзя ограничивать количество людей, знавших Коран и собравших его в единую книгу, только узким кругом сподвижников. Коран был достоянием многих людей, а не ограниченного круга лиц. Общеизвестно, что в сражении у колодца Маун погибло от рук многобожников около 70 сподвижников Мухаммеда, знавших Коран наизусть.
Комиссия Зейда ибн Сабита написала пять экземпляров Корана, которые были посланы в Мекку, Медину, Басру, Куфу и Дамаск. И этот Коран стал тем, что находится у людей в настоящее время во всём исламском мире. И в отношении этого Корана сейчас, четырнадцать веков спустя, не имеется никаких разногласий, как не имелось и раньше. Этот факт был подтверждён рядом востоковедов, среди которых Лублува, Муир и современный немецкий востоковед Руди Парет, который в предисловии к своему переводу Корана писал: «У нас нет никакого основания сомневаться в том, что в Коране имеется какой-либо аят, который не был бы ниспослан Мухаммаду (Мир ему и благословение)».

## Семь способов чтения
До хиджры Коран читался исключительно на диалекте племени курайшитов. После хиджры ислам приняли и другие арабские племена, и чтобы облегчить им чтение Корана, Мухаммад через ангела Джибриля попросил Аллаха дать этим племенам возможность читать Коран на их диалектах. Разрешение получалось им раз за разом до семи раз. Допускались только варианты чтения, услышанные от самого пророка. Во времена Усмана Коран вновь вернулся в свою изначальную форму курейшитского диалекта.
Тахави писал: «Применение семи чтений (кираат) было разрешено Аллахом на первых этапах истории ислама, когда у неграмотных арабов было много различных диалектов, и принудить их всех к единому чтению на первых порах было невозможно. После того как среди мусульман развилась грамотность, все чтения (кираат) были объединены».
Под семью харфами подразумеваются арабские диалекты: курейш, хузайл, сакиф, хавазин, кинана, томим и айман. В период халифата Усмана возникли некоторые споры относительно правильного чтения Корана. В массе народа, среди арабов из различных племен, были отмечены произвольные чтения на диалектах арабского языка, отличных от курейшитского, причем каждый считал, что именно его диалект наиболее адекватно отражает смысл Корана. Тогда Усман отдал распоряжение размножить экземпляр Корана, который был на курейшитском диалекте, и распространить его среди народа.
Таким образом, никаких «семи Коранов» не было, Коран всегда был один, а 7 разных чтений на близких диалектах арабского языка преследовали чисто миссионерскую цель на раннем этапе проповеди, когда множество слушавших пророка арабов не были достаточно грамотны и не умели читать. Все 7 чтений абсолютно идентичны по смыслу.
Когда государство мусульман стало расти, различные племена стали общаться друг с другом, и сразу возникли разночтения, как они могут возникнуть у других национальностей. Поэтому при халифе Усмане все 7 диалектов были сведены к одному — курейшитскому, на котором Коран ниспосылался изначально и был ниспослан целиком. Все остальные варианты во избежание путаницы были уничтожены.

## Ранние сохранившиеся рукописи
Существует большое количество ранних, первого века хиджры, рукописей Корана. Некоторые фрагменты ранних рукописей Корана изучены востоковедами, например.
В городе Сана (Йемен) при ремонте соборной мечети были обнаружены более 40 тысяч древних фрагментов отдельных списков Корана. Находки хранилищ древних списков Корана также были сделаны в Мешхеде, Каире, Дамаске, Кайруане. ЮНЕСКО, по программе «Память мира» был составлен CD содержащий некоторые рукописи Корана из мечети Саны. Диск содержит рукописи написанные почерком хиджази, которые датируются 1 веком именно хиджры (7 век от рождества Христова или по Григорианскому календарю), один из которых относится к ранним годам 1-го столетия хиджры. В одной только этой находке среди рукописей было найдено 83 % всего текста Корана. Радиоуглеродный анализ рукописей Корана показал их раннюю (1-2 годы хиджры) датировку. Также учёными найдено огромное количество надписей, содержащих отрывки Корана, на монетах, стенах мечетей, которые датируются первым веком хиджры.
По имеющимся данным результаты радиоуглеродного датирования древнейшей рукописи Корана (Самаркандского) на доверительный уровень в 68 % дали 640—765 гг. н. э., а на доверительный уровень в 95,4 % — 595—855 гг. н. э.. Палеографический анализ этой рукописи датирует её последним кварталом VIII века нашей эры, что оспаривается восточными исследователями, которые приводят следующие аргументы:
1. В древнейшей рукописи Корана отсутствуют так называемые «харакаты» — надстрочные и подстрочные огласовки, которые начали использоваться после распространения ислама среди неарабских народов из-за возникших проблем с чтением Корана.
2. В древнейшей рукописи Корана также отсутствуют красные точки, которые были введены в 67-м году хиджры (688 г. н. э.) Абу Аль Асвадом ад-Дували для обозначения звучания.
3. Коран написан не на бумаге, а на оленьей коже, что косвенно указывает на то, что к моменту, когда он был написан, арабы скорее всего не знали технологию производства бумаги. Распространение хорасанской бумаги среди арабов началось после завоевания ими Самарканда в 713 г. н. э.
4. В Коране отсутствуют разработанные умершим в 707 году Насром бин Асимом Ляйси черные точки. Это также может указать на то, что рукопись была написана в VII веке.
5. Куфийское письмо, на котором написан Коран, использовался уже начиная с VI века, то есть задолго до возникновения ислама.

Исходя из вышеуказанного восточные исследователи считают, что рукопись была написана в первой половине первого столетия хиджры.
Другое мнение излагает исследователь священной книги мусульман Е. А. Резван: «Мы сделали радиоуглеродный анализ рукописи в Голландии. К сожалению, даже самые современные методики дают погрешность в 100—200 лет. Мы можем сказать, что эта рукопись не младше II века хиджры, то есть относится к VIII—IX векам». Арабист А. Ф. Шебунин (1867—1937) также установил, что рукопись относится к началу VIII в.

## Критика подлинности
Согласно исламу текст Корана пророку Мухаммаду сообщил Аллах через своего ангела Джибриля. Ранее Аллах передавал свои заповеди многим другим пророкам, среди которых Муса (Моисей) и Иса (Иисус). Этим, с точки зрения ислама, объясняются многочисленные общие сюжеты Библии и Корана — иудеи и христиане, по мнению мусульман, исказили заповеди Бога и лишь Мухаммад донёс до верующих «истинную веру». Признанию проповедей Мухаммада немало способствовала нервновозбудимая психика пророка, делающая его похожим на посланца высшего существа. Эмоциональное воздействие проповедей также увеличивалось за счёт использования рифмованной прозы.

## История переводов Корана
- 1259 — первый перевод Корана на персидский язык.
- 1547 — перевод Корана на итальянский язык[27][страница не указана 377 дней].